# Adiafon
Adiafon (grekiska "det ostämbara", även kallat "gaffelpiano") var ett musikinstrument bland klaviaturinstrumenten.

## Etymologiskt
Etymologiskt kommer ’’adiafon’’ troligen från det franska ’’adiaphone’’, Uppfinnaren presenterade instrumentet för första gången offentligt den 5 maj 1883. Och detta i sin tur kommer från det tyska ’’Adiaphonon’’ ”inte möjligt att stämma”, ett namn som instrumentet fick av sin uppfinnare.

## Historik
Efter flera års experimenterande uppfann urmakaren Franz Schuster ett sexoktavers instrument som han kallade ’’Adiaphonon’’, eller ”det ostämbara”. Detta instrument – en helt ny skapelse inom musikområdet – hade inget samband med klaver, i det att klangen av densamma är något mellan ett munspel och en orgelklang, och spelas av en enkel mekanism i samband med en klaviatur. Schuster fick ett österrikiskt patent i sex år den 15 februari 1819.
Definitionen som tillhandahålls av Leipziger Zeitung, 14 oktober 1818, visar adiafonen som ett sexoktavers klaviaturinstrument, vars ljud ligger mellan orgeln och glasharmonikan.
Den första tyska nyheten om detta instrument tillskriver uppfinningen till urmakaren Franz Schuster (Wien) och ligger så tidigt som 1818, samma år som det uppfanns.
1882 patenterade Fischer och Fritzsch ett instrument som också hette ’’adiaphonon’’. Beskrivningarna av detta instrument ger inte uttryckliga hänvisningar till de speciella ljud- och klangegenskaperna. De fokuserar snarare på mekanismen, i vilken strängarna har ersatts av stämgafflar, förstärkta av ytterligare stämgafflar i deras övre oktav. Detta förhindrade variation i tonhöjd och adiafonen bibehöll följaktligen en oföränderlig stämning. Tyska uppslagsverk och ordböcker anger både urmakaren Schuster (Wien) och instrumentmakaren W. Fischer som uppfinnare. Konflikten uppstår när man konfronterar tidsangivelserna, som skiljer sig åt med cirka 64 år. Sannolikt var Schuster den första uppfinnaren och Wilhelm Fischer för sin del var den som utvecklade och tillämpade uppfinningen i sina instrument. Men oavsett om det är samma instrument eller mekanism, eller om det är två olika, är det inte klart, i ljuset av dokumentationen, att det alltid hänvisas till ett och samma system som gör att instrumentet kan behålla stämningen och inte blir ostämt.
I en artikel publicerad i tidningen Los dos Mundos (Madrid) 1884, dokumenteras för första gången instrumentet, med betydelsen "sträng- och klaviaturinstrument som liknar pianot försett med en mekanism som alltid håller det i harmoni". Artikeln berättar om det första framförandet av adiafonen i en religiös konsert.
Samtida kritiker anklagade ljudet för att sakna "ljud, styrka och varaktighet" och kritiserade "dröjande och flytande in i varandra". Instrumentet användes inte i stor utsträckning på grund av dess matta klangfärg. Eftersom responsen är mycket långsam, kunde endast långsamma stycken spelas på instrumentet.

## Troligen två instrument med samma princip
Det är troligt att de två olika instrumenten är en del av en mekanisk princip som beskrevs i Brockhaus Conversation Lexicon (1902–1910, s. 143): W. Fischer baserade sin uppfinning på Schuster idé. En partiell lösning på denna definition ges av C. Sachs i Real-Lexikon Der Musikinstrumente, 1913, som innehåller de olika uppslagen, ’’Adiaphon’’ och ’’Adiaphonon’’, för att uppmärksamma detta:
- ’’Adiaphon’’, ”den ostämbara”, ett stämgaffelpiano av Fischer & Fritz i Leipzig. Tonomfång F - f3; de lägsta stämgafflarna är förstärkta av sin övre oktav. Den största nackdelen med instrumentet är dess extremt låga tonstyrka.
- ’’Adiaphonon’’ ”den ostämbara”, en 1818 av urmakaren Franz Schuster i Wien uppfunnet klaviaturinstrument i sex oktaver med ett ljud påminnande om orgel och glasharmonika, vars klaviatur fick upprättstående stålstänger att ljuda.[1]

De spanska lexikografiska vittnesmålen hänvisar inte till adiafonens ljudegenskaper, utan snarare till dess förmåga att hålla stämningen. Denna tendens är det som skiljer de spanska ordböckerna över ’’adiafon’’ och ’’adiafonon’’, och reserverar den första benämningen för Fischers och Fritzschs uppfinning och den andra benämningen Schusters. Uppdelningen i två grenar av de spanska vittnesmålen, i grunden de lexikografiska uppteckningarna, markeras tydligt av datumet för skrivning av respektive ordböcker: de före 1882 (datum för uppfinningen av Fischer och Fritzsch) och de efter.
Det kan noteras att ingen av de spanska ordböckerna som samlar det ena eller andra ordet registrerar de två betydelserna samtidigt. Det enda lexikaliska vittnesmålet som det finns bevis för, det som publicerades i tidningen Los dos Mundos (Madrid) i mars 1884, verkar beskriva en ’’adiafon’’ som kombinerar ljudegenskaperna hos instrumentet designat av Schuster och stämgaffelmekanismen som uppfanns av Fischer. Denna sista information får oss att tänka på att det i båda fallen är samma teoretiska princip som utvecklats och tillämpats vid olika tidpunkter.
Den anonyma "Miscelánea" skriver den 28 mars 1884 i tidningen Los dos Mundos (Madrid) att det är värt att notera att det är ett nytt klaviaturinstrument, analogt med pianot, men med ett helt annat ljud. Det har konstruerats av herrarna Fischer och Fritzch. Dess ljud liknar harpans och orgelns ljud, och efter att ha spelats för första gången på en religiös konsert gjorde den ett stort intryck på lyssnarna. Det nya instrumentet har fått namnet Adiáfono.
Lacal Bracho skriver 1899 i L. DiccMúsica (1ª ed.) att adiáfono är en typ av piano som Fischer och Fritzsch från Leipzig utformade 1882, och antog, som namnet antyder, att det aldrig skulle bli ostämt. Stråkarna ersattes av stämgafflar, vars ljud senare har förbättrats genom att lägga till ytterligare en stämgaffel stämd till oktaven för varje ton. Det är dock ett av många försök utan effektiva resultat.
Brockhaus Kleines Konversationslexikon har en kort definition: Adiaphon (grekiska, ostämbar), gaffelpiano, klaviaturinstrument med stämgafflar i stället för strängar.  Meyers Großes Konversations-Lexikon i sin tur skriver: Adiaphon (grekiska, ostämbar), även kallat gaffelpiano, ett nytt pianoinstrument designat av Fischer och Fritzsch i Leipzig 1882, där stämgafflar är det ljudproducerande mediet.